# فرشته‌کوسه استرالیایی
فرشته‌کوسه استرالیایی (نام علمی: Squatina australis) نام یک گونه از سرده فرشته‌کوسه‌سانان است.